# 駐奈及利亞聯邦共和國臺北貿易辦事處
駐奈及利亞聯邦共和國臺北貿易辦事處（英語：Taipei Trade Office in the Federal Republic of Nigeria），亦稱駐奈及利亞代表處，是中華民國派駐奈及利亞之外交代表機構，設於奈及利亞國內最大都市拉哥斯，負責奈及利亞全境之政治、經貿、文化、科技等各層面之實質關係，具有實質大使館功能。
在與甘比亞（2013年）及賴比瑞亞（2003年）結束外交關係前，與兩國聯繫之使館由中華民國駐甘比亞共和國大使館及中華民國駐賴比瑞亞共和國大使館負責。斷交後則改由此辦事處負責。
奈國於中華民國之對口為奈及利亞駐華商務辦事處（英語：Nigeria Trade Office in Taiwan, R.O.C.），於1992年11月設立。現已改為奈及利亞駐臺北商務辦事處（Nigeria Trade Office in Taipei）。

## 歷史
1991年2月21日設立中華民國駐奈及利亞聯邦共和國商務代表團，同年5月18日於奈及利亞首都拉哥斯開館。
2001年9月1日遷至奈國新都阿布加，2017年12月7日因中方壓力下更名為現有名稱，並再次遷至拉哥斯。

## 外部連結
- 駐奈及利亞聯邦共和國臺北貿易辦事處 （页面存档备份，存于）